# テーイア
テーイア（Teia、? - 553年）は、イタリア王および東ゴート王（在位：552年 - 553年）。イタリアにおける最後の東ゴート王である。

## 生涯
トーティラ配下の士官で、トーティラがタギナエの戦いで殺された後、彼の後任に選ばれたと考えられている。
東ローマ帝国の将軍ナルセスとの勝負に決着をつけるため、重要な支援者であるScipuar、Gundulf (Indulf)、Gibal、Ragnarisたちと合流するため南イタリアに向かった。2つの軍は552年10月もしくは553年年初にモンス・ラクタリウスの戦い（ナポリの南）で衝突した。東ゴート軍は再度敗北し、テーイアは戦死した。
テーイアの死後、弟のアリゲルンは敵に降伏し、ナルセスの幕下に入った。ScipuarとGibalもおそらく殺された。GundulfとRagnarisは逃亡に成功、しかし後者はナルセスの刺客により受けた傷で死んだ。モンス・ラクタリウスでの降伏と共に東ゴートの組織的な抵抗は終了し、立証された最後の東ゴート貴族はWidinで、彼は6世紀の中頃、イタリア北部にて反抗勢力を率い、561年か562年に捕まった。この行動を最後に東ゴート族は歴史から姿を消した。

## 家族
テーイアの家族に関する情報は非常に少ない。6世紀の歴史家の1人アガティアスの情報によれば、父はフリティゲルン（フレディゲルヌス）と呼ばれる人物で、実の弟にアルゲリンがいる。アルゲリンに関してはアガティアスと同時代の歴史家プロコピウスはトーティラの実の兄弟としているが、恐らくこれは誤りで、現代の歴史家はアガティアスの情報が信頼性が高いと考えている。

## 備考
1. ↑   他の名称表記は: Teja, Theia, Thila, Thela,Teiasなどがあり、「テーヤ」、「テイア」、「テヤ」、「ティラ」、「テーラ」、「テイアス」などと読まれる。